# Olümpia hotell
L'Olümpia hotell (anciennement Hôtel Olümpia puis Reval Hôtel Olümpia) est un hôtel situé dans le  district Kesklinn à Tallinn, en Estonie.

## Présentation
L'hôtel appartient à la chaîne hôtelière Radisson Hotels & Resorts.
L'hôtel a été construit en 1980 pour les Jeux olympiques d'été de 1980. 
Il a une hauteur de 84 m.
L'hôtel a été conçu par les architectes Ain Andressoo, Toivo Kallas et Rein Kersten.
L'hôtel compte 26 étages et 390 chambres,.

## Kesklinn vu de l'hôtel

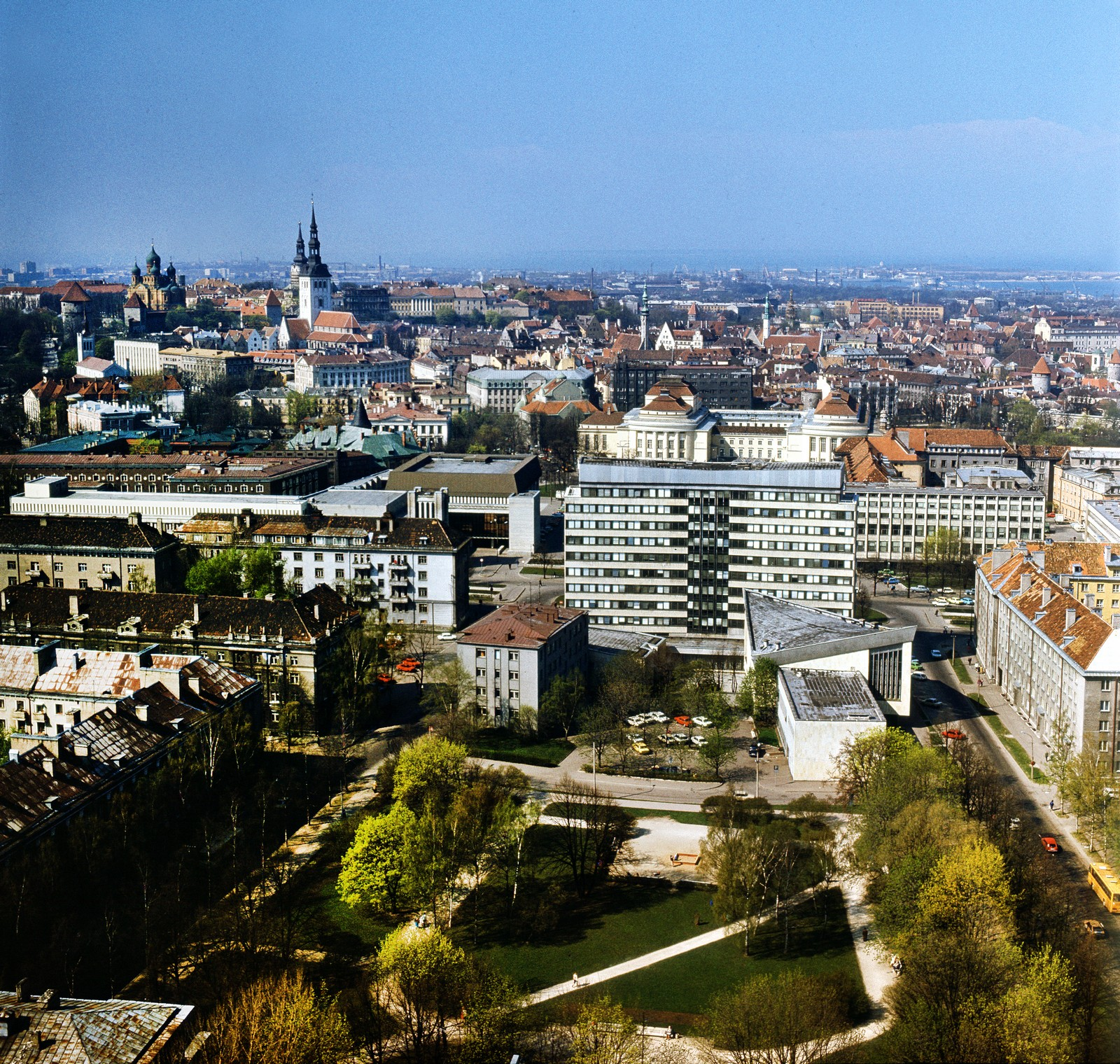
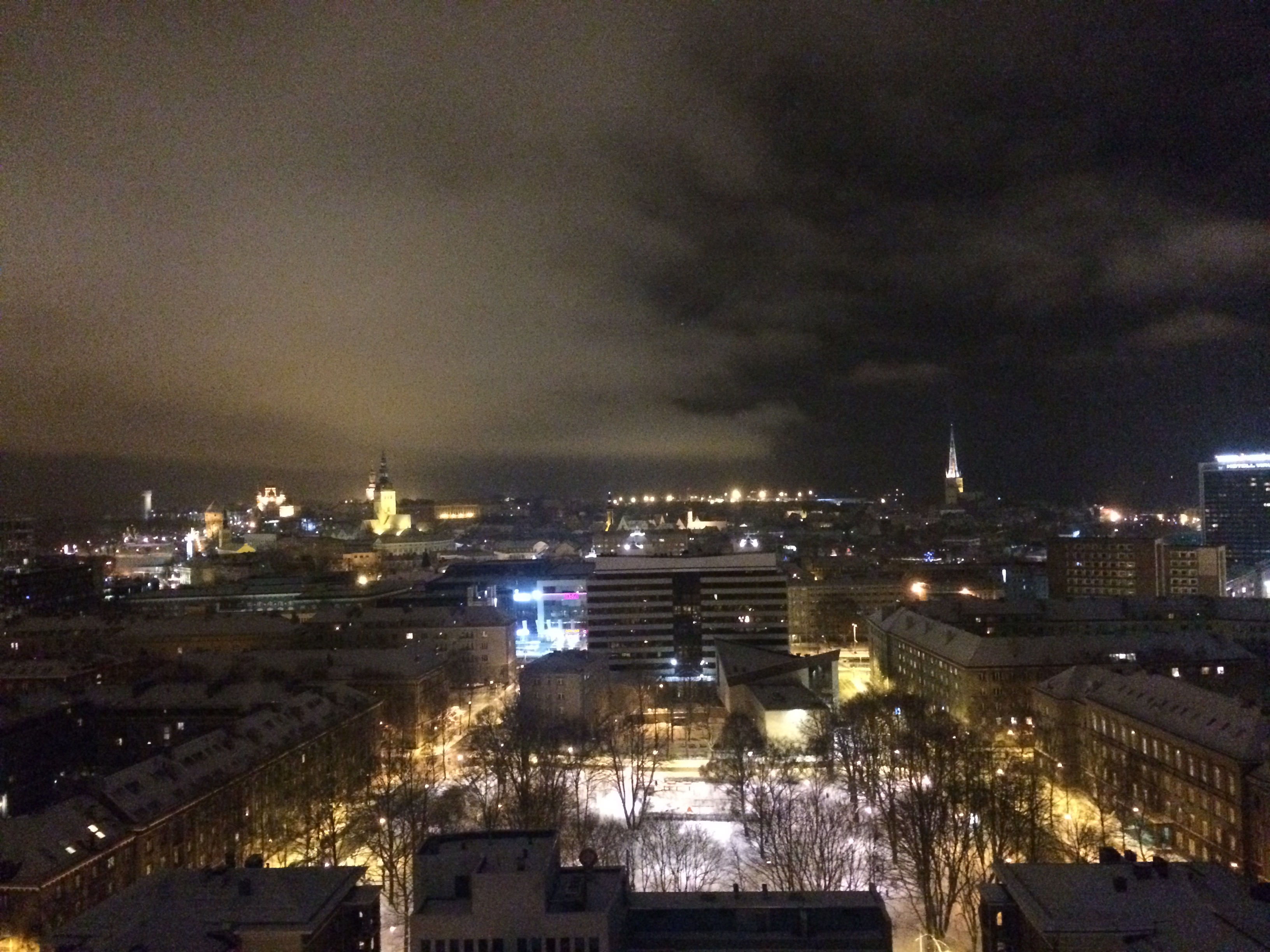